# Маметкино
Маметкино — аул в Чановском районе Новосибирской области. Входит в состав Блюдчанского сельсовета.

## География
Площадь аула — 20 гектаров.

## Население
| 2002 | 2007 | 2010 |
| ---- | ---- | ---- |
| 15   | ↘5   | →5   |

## Инфраструктура
В ауле по данным на 2007 год отсутствует социальная инфраструктура.